# Kontrollratsgesetz Nr. 10
Das Kontrollratsgesetz Nr. 10 (KRG 10, englisch Control Council Law No. 10, abgekürzt CCL10) vom 20. Dezember 1945 ist wie die übrigen Kontrollratsgesetze eine vom Alliierten Kontrollrat erlassene Rechtsnorm. Es bildete in den ersten Jahren nach dem Zweiten Weltkrieg die wichtigste Rechtsgrundlage für Prozesse gegen Personen, die wegen Kriegsverbrechen, Verbrechen gegen den Frieden oder Verbrechen gegen die Menschlichkeit angeklagt wurden.

## Alliierte Vereinbarungen
In der von US-Präsident Franklin D. Roosevelt, dem britischen Premierminister Winston Churchill und dem sowjetischen Diktator Joseph Stalin unterzeichneten Moskauer Deklaration vom 30. Oktober 1943 Über die Verantwortlichkeit der Hitler-Anhänger für begangene Gräueltaten wurde angekündigt, die deutschen Hauptkriegsverbrecher vor einem gemeinsamen Gericht abzuurteilen. Andere Täter sollten an diejenigen Länder ausgeliefert werden, in denen sie ihre Straftaten begangen hatten.
Im Londoner Statut vom 8. August 1945 wurde die Grundlage für den Internationalen Militärgerichtshof (IMT) geschaffen, der den Nürnberger Prozess gegen die Hauptkriegsverbrecher durchführen und zuständig sein sollte für Kriegsverbrechen, Verbrechen gegen den Frieden, insbesondere Planung und Durchführung eines Angriffskriegs, sowie Verbrechen gegen die Menschlichkeit. Dort wurde auch festgeschrieben, dass eine ausgeübte staatliche Funktion den Täter nicht straffrei stellen könne oder strafmildernd zu bewerten sei.
Das Londoner Statut bildete die materiell-rechtliche Grundlage für das KRG 10. Bei den hier definierten Menschlichkeitsverbrechen entfiel allerdings die Beschränkung auf die Kriegszeit.
Die Strafverfolgung weiterer Kriegsverbrecher sollte von den Militärgerichten der vier Besatzungsmächte in Deutschland durchgeführt werden. Das Kontrollratsgesetz Nr. 10 schuf dazu eine einheitliche Rechtsgrundlage.

## Inhalt des KRG 10
Das Kontrollratsgesetz bezieht sich in einer Präambel  wie im Artikel I ausdrücklich auf die Moskauer Deklaration und das Londoner Statut. Wenn Staaten den Bestimmungen des Londoner Statuts beitreten, sollen sie damit keinen Einfluss auf die hier festgelegte Strafverfolgung im Hoheitsgebiet des Kontrollrates gewinnen.
In Art. II Nr. 1 werden im ersten Abschnitt vier Tatbestände definiert, die als Verbrechen verfolgt werden. Dies sind
a) Verbrechen gegen den Frieden,
b) Kriegsverbrechen,
c) Verbrechen gegen die Menschlichkeit und
d) Zugehörigkeit zu einer der Organisationen, deren verbrecherischer Charakter vom IMT festgestellt worden ist.
In Art. II Nr. 2 wird festgelegt, dass als schuldig an einem solchen Verbrechen nicht allein der Täter erachtet wird. Als schuldig gilt auch ein Beihelfer, der am Verbrechen mitgewirkt, es befohlen oder begünstigt hat. Ebenfalls für schuldig erklärt wird derjenige, der durch  Zustimmung teilnahm oder durch Planung oder Ausführung beteiligt war oder einer Organisation angehörte, die mit der Ausführung dieser Verbrechen zusammenhing.
In Art. II Nr. 3 werden die Strafrahmen festgelegt. Die Strafen reichen von der Todesstrafe über eine lebenslängliche oder zeitlich begrenzte Freiheitsstrafe mit oder ohne Zwangsarbeit, eine Geld- oder Ersatzfreiheitsstrafe und die Vermögenseinziehung bis zum völligen oder teilweisen Verlust der bürgerlichen Ehrenrechte.
Art. II Nr. 4 legt fest, dass eine amtliche Stellung als Regierungsbeamter nicht von der Verantwortlichkeit für ein Verbrechen freistellt und kein Strafmilderungsgrund ist. Befehlsempfänger sind für ihre Verbrechen verantwortlich, doch kann dieser Umstand strafmildernd berücksichtigt werden.
Art. II Nr. 5 schließt die Verjährung der in diesem Artikel bezeichneten Verbrechen aus, soweit die Tat zwischen dem 30. Januar 1933 und dem 1. Juli 1945 verübt wurde.
In Artikel III werden Maßnahmen wie Haft von Beschuldigten, Feststellung von Zeugen und Sicherung von Beweismitteln vereinbart; letzteres kann zur Aufschiebung einer verhängten Todesstrafe führen. Für die Aburteilung von Verbrechen, die deutsche Staatsangehörige gegen andere Deutsche oder gegen Staatenlose begangen haben, können die Besatzungsbehörden deutsche Gerichte für zuständig erklären.
Artikel IV und Artikel V regeln die Auslieferung von Tatbeschuldigten in andere Besatzungszonen oder an andere Staaten.

## Umsetzung
Die Verfolgung nationalsozialistischer Straftaten wurde zunächst von den Militärgerichten der vier Besatzungszonen durchgeführt. In der amerikanischen Zone war die strafrechtliche Ahndung mit zwölf  Nürnberger Nachfolge-Prozessen, den Dachauer Prozessen u. a. besonders umfangreich. Gerichtsorte in der französischen Besatzungszone waren Rastatt und Baden-Baden. Die meisten britischen Militärgerichtsprozesse fanden in Hamburg statt und wurden als  Curiohaus-Prozesse bekannt. Diese Prozesse griffen als Rechtsgrundlage auf ein „königliches Order“ zurück und verwendeten die neugeprägten Tatbestände wie „Verbrechen gegen die Menschlichkeit“ nicht als Anklagepunkt.
Vorrangig trieben die Besatzungsmächte Prozesse gegen solche Täter voran, die sich der Verbrechen an alliierten Militär- und Zivilpersonen schuldig gemacht hatten oder wegen Verbrechen gegen die Menschlichkeit angeklagt wurden. Von der in Artikel III vorgesehenen Möglichkeit, deutsche Gerichte für die Aburteilung von Verbrechen zu ermächtigen, die von deutschen Staatsangehörigen gegen andere Deutsche oder gegen Staatenlose begangen wurden, machten die Besatzungsmächte in unterschiedlicher Weise Gebrauch. In der Amerikanischen Zone wurden deutsche Gerichte nur im Einzelfall beauftragt. In der Britischen Zone wurden deutsche Gerichte durch die Verordnung Nr. 47 der Militärregierung vom 30. August 1946 zunächst allgemein ermächtigt, doch wurde diese Ermächtigung mehrfach modifiziert und mit Wirkung vom 31. August 1951 förmlich aufgehoben. Zu diesem Datum endete auch die Ermächtigung der französischen Militärregierung, die erst im Juni 1950 erteilt worden war.
Obwohl das Kontrollratsgesetz Nr. 10 formal weiterhin galt, wurde es in den westlichen Zonen und in der Bundesrepublik nicht weiter angewendet. Als die Besatzungsmächte sich zurückzogen, war nur ein Teil derjenigen NS-Massenverbrechen strafrechtlich abgeurteilt worden, für die sie die Gerichtsbarkeit an sich gezogen hatten. Bereits vorher hatten sich deutsche Gerichte damit schwer getan, die Vorgaben des Kontrollratsgesetzes anzuwenden, bedeutete es doch, neue Rechtsgrundsätze rückwirkend anzuwenden (Nulla poena sine lege). Nunmehr stützten sich die westdeutschen Gerichte allein auf die deutschen Strafgesetze, die sich für die umfassende Bestrafung nationalsozialistischer Verbrechen oft als ungeeignet erwiesen und bei verspäteter Tataufklärung zur Verjährung führten. In der Sowjetischen Besatzungszone und später der DDR wurde das Kontrollratsgesetz dagegen bis 1955 weiter herangezogen, um nationalsozialistische Verbrechen zu ahnden.

## Bewertungen
Das Kontrollratsgesetz Nr. 10 war als rückwirkendes Strafgesetz von Anfang an umstritten.
Der Politikwissenschaftler Peter Reichel stellt fest, für die Bundesrepublik hätte 1949 die Möglichkeit bestanden, die im Kontrollratsgesetz Nr. 10 enthaltenen völkerrechtlichen Tatbestände als Sondergesetze zu übernehmen und Sondergerichte einzuführen: „Man entschied sich gegen diesen vergangenheitspolitisch innovativen, aber gewiss auch unpopulären Weg und für das Prinzip des Rückwirkungsverbots (Art. 103 GG) und die Rechtskontinuität, so bedenklich die Begründung auch erscheint.“ Man nahm damit in Kauf, dass „viele Täter nur wegen Beihilfe und manche Vergehen gar nicht geahndet werden konnten“.

## Geltungsdauer
Das Kontrollratsgesetz vom 20. Dezember 1945 wurde faktisch seit 1951 in den drei westlichen Besatzungszonen nicht mehr angewendet. Es wurde für die Bundesrepublik Deutschland förmlich geändert durch Artikel 2 des Gesetzes Nr. A-37 der Alliierten Hohen Kommission vom 5. Mai 1955 und durch das Erste Gesetz zur Aufhebung des Besatzungsrechts vom 30. Mai 1956 aufgehoben.
Für die DDR wurde das Kontrollratsgesetz außer Wirkung gesetzt durch den Beschluss des Ministerrats der UdSSR über die Auflösung der Hohen Kommission der Sowjetunion in Deutschland vom 20. September 1955.
Die in Art. II Nr. 3 festgelegten Strafrahmen wurden 1946 auf Empfehlung des Internationalen Militärtribunals für das „Korps der Politischen Leiter“ der NSDAP (Reichsleiter, Gauleiter und Kreisleiter) eingeschränkt: In keinem Fall sollten die Strafen das Maß übersteigen, das vom Entnazifizierungsgesetz vorgeschrieben werde.